# Lilia bulwkowata

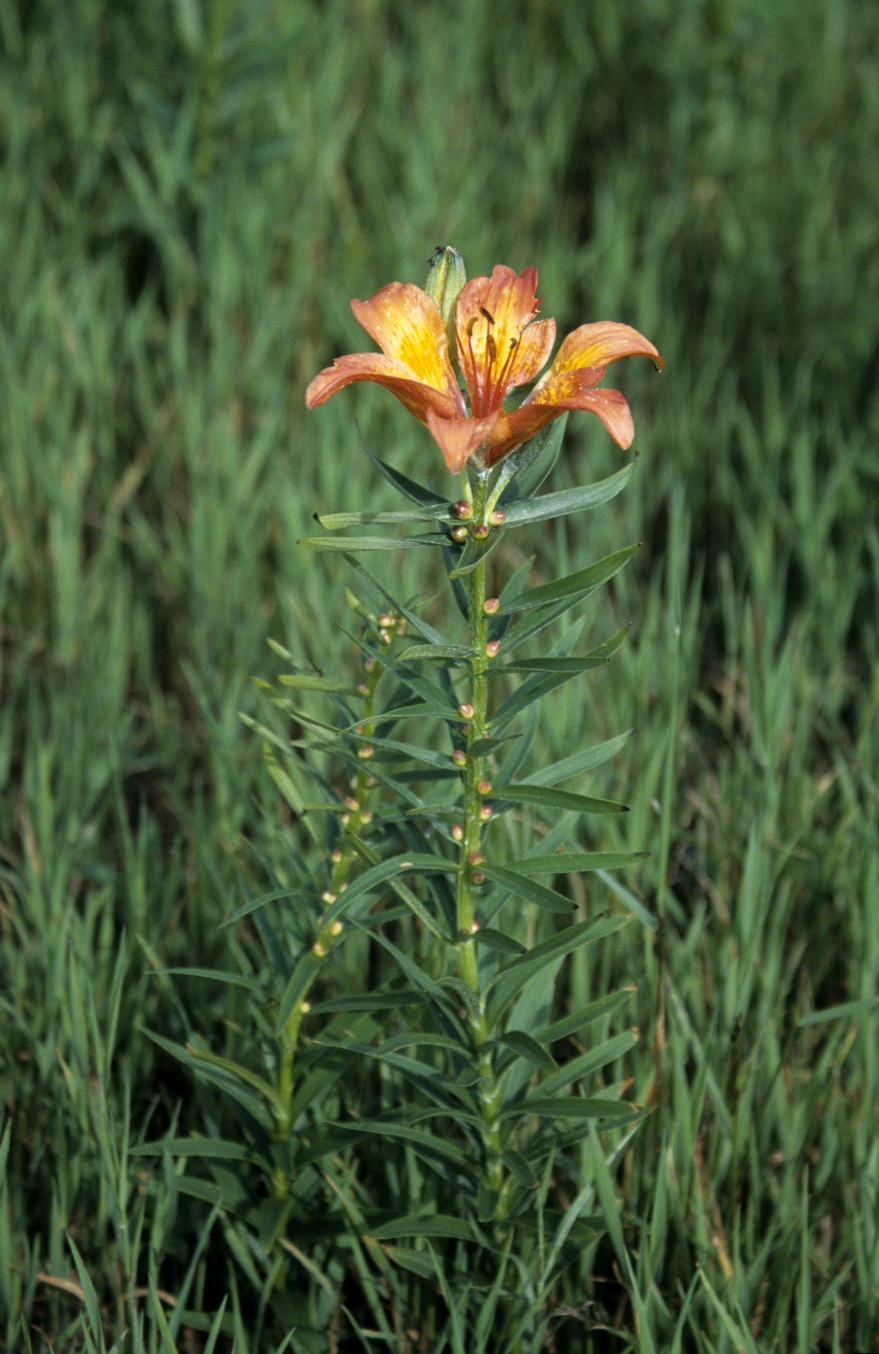
Pokrój

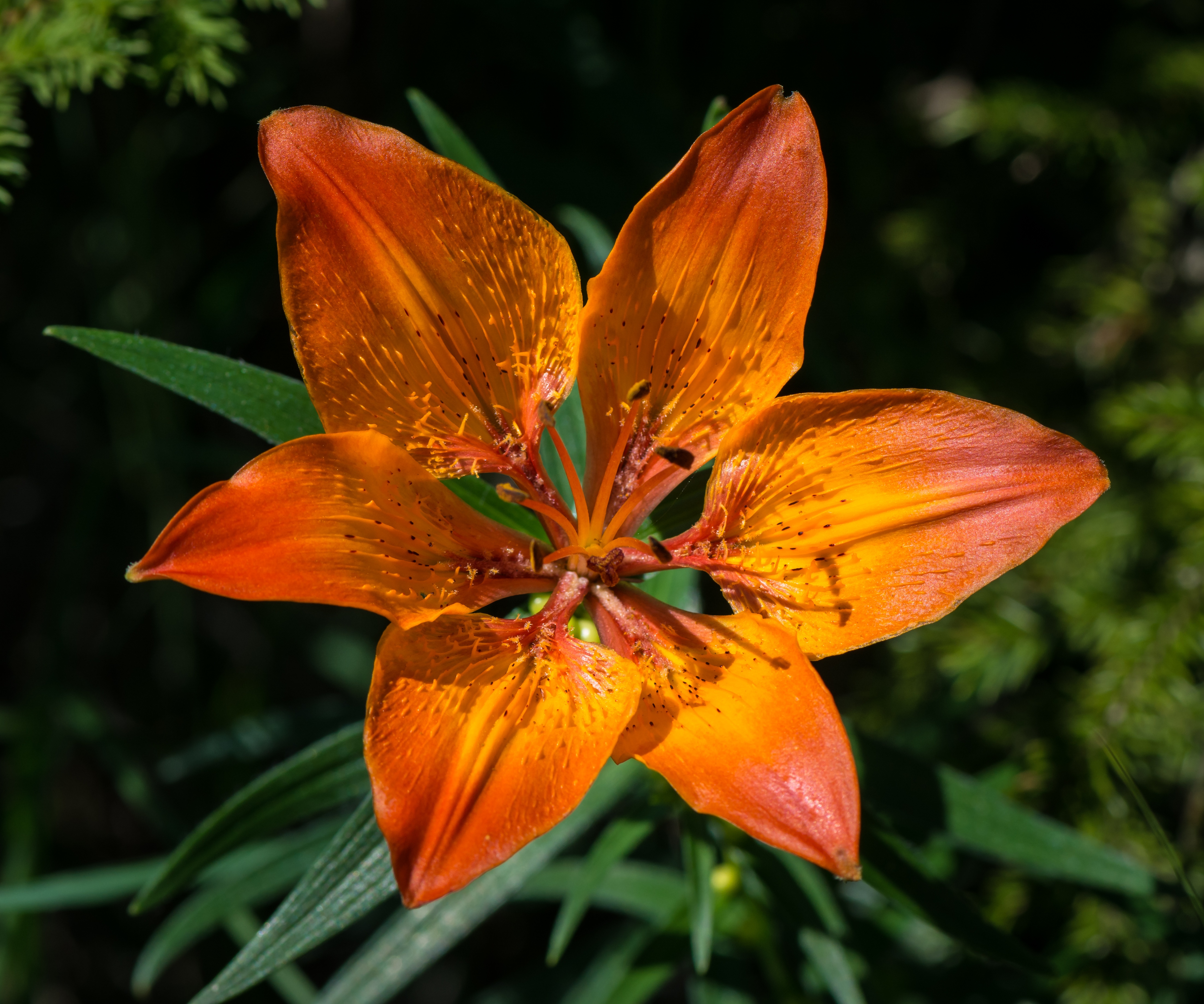
Kwiaty

Lilia bulwkowata (Lilium bulbiferum L.) – gatunek rośliny z rodziny liliowatych. Status gatunku w polskiej florze: kenofit. Łacińska i polska nazwa gatunkowa pochodzi od bulwek wytwarzanych w kątach liści.

## Rozmieszczenie geograficzne
Występuje wyłącznie w górach Europy: w Alpach, Karpatach Zachodnich, Sudetach i Rudawach. W Polsce w stanie naturalnym jest bardzo rzadki, za naturalne jego stanowiska uznawane są tylko te znajdujące się w Karpatach i w Kotlinie Kłodzkiej. Pozostałe stanowiska w Pieninach, Gorcach, Beskidzie Wyspowym, Beskidzie Makowskim oraz rozproszone w zachodniej i północnej części Polski są pochodzenia antropogenicznego. Znane stanowiska w Karpatach:
- na Pogórzu Spisko-Gubałowskim: Witów (810 m), Płazówka (860 m), Pitoniówka (1040 m), Tominów Wierch (1000 m), Gruszków Wierch (1020 m), Dzianisz (790 m), przełęcz między Ostryszem i Cyrhlicą (830 m)
- Kotlina Nowotarska: Podczerwone (740 m)

## Morfologia
ŁodygaPojedyncza, gruba i sztywna łodyga wyrasta z cebuli. W dobrych warunkach osiąga nawet do 100 cm wysokości, w stanie naturalnym zwykle nie przekracza 50 cm. Jest gęsto obrośnięta liśćmi, nakrapiana i owłosiona dołem.
LiścieWyrastają skrętolegle na łodydze. Mają lancetowaty kształt, są całobrzegie, bezogonkowe, 3-7 nerwowe. Bardzo charakterystyczną cechą jest wyrastanie w kątach tych liści bulwek – rozmnóżek.
KwiatySą to największe kwiaty wśród wszystkich dziko rosnących w Polsce roślin. Pomarańczowe kwiaty wyrastają na wierzchołku łodygi i mogą osiągać średnicę 10 cm. Na jednej roślinie może być jeden lub kilka kwiatów tworzących baldach. Każdy kwiat składa się z 6 działek, wewnątrz posiadających ciemniejsze cętki, 6 pręcików i 1 słupek. Zdarzają się łodygi bezkwiatowe.
OwocTorebka.

## Biologia i ekologia
RozwójBylina, geofit cebulkowy. Kwitnie od czerwca do lipca, zapylana jest przez owady. Kwiaty nie pachną, ale zwabiają owady swoim dużym, barwnym okwiatem. Mimo dużych rozmiarów odwiedzane są tylko przez nieliczne motyle: pawiki, perłowce, niepylaka apollo, i to dość rzadko. W Polsce nasiona nie zawiązują się, roślina rozmnaża się głównie wegetatywnie za pomocą bulwkowatych rozmnóżek. Bulwki te dojrzewają we wrześniu, odpadają od rośliny i zimują w ziemi. Na wiosnę wyrastają z nich nowe rośliny. Jesienią część nadziemna obumiera, ale pod ziemią przetrwają jej cebulki, z których na wiosnę wyrastają nowe pędy.
SiedliskoRośnie na brzegach łąk i pastwisk, miedzach śródpolnych, ugorach, przy drogach i na polanach śródleśnych.
GenetykaLiczba chromosomów 2n= 24.
Cechy fitochemiczneRoślina trująca.

## Zagrożenia i ochrona
Roślina umieszczona na Czerwonej liście roślin i grzybów Polski (2006) w grupie gatunków rzadkich (kategoria zagrożenia R). W wydaniu z 2016 roku otrzymała kategorię EN (zagrożony).
Znajduje się także w Polskiej Czerwonej Księdze Roślin w kategorii EN (zagrożony).
Roślina objęta w Polsce od 2004 r. ścisłą ochroną gatunkową. Największym zagrożeniem dla tego gatunku jest jej zbieranie przez amatorów pięknych roślin. Posiada bowiem jedne z największych kwiatów wśród naszych krajowych, dziko rosnących roślin. Zagrożona jest także zmianą tradycyjnych sposobów użytkowania łąk kośnych, na których występuje. Jest uprawiana w Górskim Ogrodzie Botanicznym PAN w Zakopanem.

## Zastosowanie
Jest uprawiana, jako roślina ozdobna w licznych odmianach. W uprawie, gdzie zapewnione ma optymalne warunki rozwoju osiąga większe rozmiary i piękniejsze kwiaty, niż w warunkach naturalnych. Lubi stanowiska słoneczne i żyzne, głębokie gleby. Bardzo ważne jest wykonanie drenażu, by podłoże było przepuszczalne. Rozmnaża się przez cebule lub bulwki. Cebule sadzi się na głębokość około 10 cm.

## Obecność w kulturze
- Lilia jest jednym z ulubionych motywów sztuki ludowej na Podhalu i Orawie[14].
- Lilia jest również częstym motywem w heraldyce i harcerstwie.